# Fresco, Coasta de Fildeș
Fresco este o comună din regiunea Gôklè, Coasta de Fildeș.